# Vroeg Imbrium
| Maan-tijdschaal | Maan-tijdschaal | Maan-tijdschaal   |
| Periode         | Epoche          | Tijd geleden (Ma) |
| --------------- | --------------- | ----------------- |
| Copernicum      | Copernicum      | heden - 1100      |
| Eratosthenium   | Eratosthenium   | 1100 - 3200       |
| Imbrium         | Laat            | 3200 - 3800       |
| Imbrium         | Vroeg           | 3800 - 3850       |
| Nectarium       | Nectarium       | 3850 - 3920       |
| Prenectarium    | Bekken Groepen  | 3850 - 4150       |
| Prenectarium    | Crypticum       | 4150 - 4567       |

Het geologisch tijdvak Vroeg Imbrium is een epoche uit de geologische tijdschaal van de Maan, dat duurde van 3850 tot 3800 Ma. Het werd voorafgegaan door het Nectarium en na/op het Vroeg Imbrium komt het Laat Imbrium.
Soms wordt de tijdschaal van de Maan in de Aardse geologische tijdschaal ingepast, in dat geval wordt het Nectarium gezien als een onderverdeling van het eon Hadeïcum. Beide zijn echter geen officiële geologische tijdperken. Uit de tijdperken Vroeg Imbrium, Nectarium, Basin Groups en Crypticum zijn op Aarde namelijk geen gesteenten gevonden, zodat ze niet bestudeerd kunnen worden.